# Buxières-d'Aillac
Buxières-d'Aillac är en kommun i departementet Indre i regionen Centre-Val de Loire i de centrala delarna av Frankrike. Kommunen ligger i kantonen Ardentes som tillhör arrondissementet Châteauroux. År 2022 hade Buxières-d'Aillac 243 invånare.

## Befolkningsutveckling
Antalet invånare i kommunen Buxières-d'Aillac
Referens:INSEE